# 庫倫街

庫倫街，是台北市大同區的一條道路，不分段。東起玉門街，西至酒泉街，途中經過台北捷運圓山站，承德路以東為由東至西單行道。
庫倫街與酒泉街聯通，以臺北孔子廟萬仞宮牆東側為界（酒泉街50巷口），直行交會承德路三段，直行通往捷運圓山站至玉門街止。

## 行經行政區域
台北市大同區。

## 道路設計

### 車道數
- 酒泉街-承德路段：東向二線道；西向單線道。
- 承德路-玉門街段：西行單向四線道。

### 門牌
- 單號：1-51
- 雙號：2-48

## 沿線設施
（由東向西）
- 花博公園圓山公園園區
- 臨濟護國禪寺(玉門街9號)
- 捷運圓山站(酒泉街9之1號)
- 臺北孔子廟(正門位於大龍街275號)